# Petrovac (Montenegro)
Petrovac (Montenegrijns: Петровац) of Petrovac na Moru (Montenegrijns: Петровац на Мору) is een aan zee liggende stad in Montenegro, in de gemeente Budva. 
Petrovac ligt tussen de steden Budva en Bar. Het heeft een 600 meter lang strand, en is een populaire toeristenbestemming. Het wordt gezien als een kalmer vakantieoord dan de omliggende steden Budva en Sutomore.

## Bevolking
De stad heeft een inwoneraantal van 1485 (2003).
- Montenegrijnen - 633
- Serven - 624
- Kroaten - 17
- Overigen - 211